# Castleton (Vermont)
Castleton es un pueblo ubicado en el condado de Rutland en el estado estadounidense de Vermont. En el año 2010 tenía una población de 4,717 habitantes y una densidad poblacional de 43 personas por km².

## Geografía
Castleton se encuentra ubicado en las coordenadas 43°37′32″N 72°11′36″O / 43.62556, -72.19333.

## Demografía
Según la Oficina del Censo en 2000 los ingresos medios por hogar en la localidad eran de $39,615 y los ingresos medios por familia eran $49,091. Los hombres tenían unos ingresos medios de $30,958 frente a los $25,139 para las mujeres. La renta per cápita para la localidad era de $17,630. Alrededor del 9.8% de la población estaban por debajo del umbral de pobreza.